# Canottaggio ai Giochi della XIX Olimpiade - Due di coppia maschile
La competizione del due di coppia maschile dei Giochi della XIX Olimpiade si è svolta nei giorni dal 13 al 19 ottobre 1968 nella Pista Olímpica de Remo y Canotaje Virgilio Uribe del Canal de Cuemanco, Città del Messico.

## Programma
| Data            | Round        | Note                                               |
| --------------- | ------------ | -------------------------------------------------- |
| 13 ottobre 1968 | 3 Batterie   | I primi tre in semifinale. I restanti ai recuperi. |
| 15 ottobre 1968 | 1 Recupero   | I primi tre in semifinale.                         |
| 17 ottobre 1968 | 2 Semifinali | I primi tre in Finale A. I restanti in finale B.   |
| 18 ottobre 1968 | Finale B     |                                                    |
| 19 ottobre 1968 | Finale A     |                                                    |

## Risultati

### Batterie
| Pos. | Nazione        | Atleti                                  | Totale  | Nota |
| ---- | -------------- | --------------------------------------- | ------- | ---- |
| 1    | Stati Uniti    | Bill Maher, John Nunn                   | 6'56"96 | Q    |
| 2    | Romania        | Alexandru Aposteanu, Octavian Pavelescu | 6'58"88 | Q    |
| 3    | Germania Ovest | Wolfgang Glock, Udo Hild                | 6'59"70 | Q    |
| 4    | Messico        | Otto Plettner, Ricardo Scheffler        | 7'02"18 |      |
| 5    | Brasile        | Harri Klein, Edgard Gijsen              | 7'16"70 |      |

| Pos. | Nazione      | Atleti                          | Totale  | Nota |
| ---- | ------------ | ------------------------------- | ------- | ---- |
| 1    | Bulgaria     | Atanas Zhelev, Yordan Valchev   | 6'54"16 | Q    |
| 2    | Paesi Bassi  | Leendert van Dis, Harry Droog   | 6'56"09 | Q    |
| 3    | Germania Est | Uli Schmied, Manfred Haake      | 6'59"32 | Q    |
| 4    | Svizzera     | Melchior Bürgin, Hans Ruckstuhl | 6'59"52 |      |

| Pos. | Nazione          | Atleti                              | Totale  | Nota |
| ---- | ---------------- | ----------------------------------- | ------- | ---- |
| 1    | Unione Sovietica | Anatoly Sass, Aleksandr Timošinin   | 7'07"46 | Q    |
| 2    | Cecoslovacchia   | Jaroslav Hellebrand, Petr Krátký    | 7'10"35 | Q    |
| 3    | Francia          | Jean-Marc Porte, Gilbert Vallanchon | 7'10"72 | Q    |
| 4    | Canada           | Daryl Sturdy, Robert Stubbs         | 7'36"52 |      |

### Recupero
| Pos. | Nazione  | Atleti                           | Totale  | Nota |
| ---- | -------- | -------------------------------- | ------- | ---- |
| 1    | Svizzera | Melchior Bürgin, Hans Ruckstuhl  | 7'07"09 | Q    |
| 2    | Brasile  | Harri Klein, Edgard Gijsen       | 7'08"46 | Q    |
| 3    | Messico  | Otto Plettner, Ricardo Scheffler | 7'11"43 | Q    |
| 4    | Canada   | Daryl Sturdy, Robert Stubbs      | 7'22"87 |      |

### Semifinali
| Pos. | Nazione          | Atleti                                  | Totale   | Nota |
| ---- | ---------------- | --------------------------------------- | -------- | ---- |
| 1    | Germania Est     | Uli Schmied, Manfred Haake              | 7'07"86  | Q    |
| 2    | Bulgaria         | Atanas Zhelev, Yordan Valchev           | 7'12"08  | Q    |
| 3    | Unione Sovietica | Anatoly Sass, Aleksandr Timošinin       | 7'12"41  | Q    |
| 4    | Svizzera         | Melchior Bürgin, Hans Ruckstuhl         | 7'14"74  |      |
| 5    | Francia          | Jean-Marc Porte, Gilbert Vallanchon     | 9'54"48  |      |
| 6    | Romania          | Alexandru Aposteanu, Octavian Pavelescu | 10'53"17 |      |

| Pos. | Nazione        | Atleti                           | Totale  | Nota |
| ---- | -------------- | -------------------------------- | ------- | ---- |
| 1    | Stati Uniti    | Bill Maher, John Nunn            | 7'10"05 | Q    |
| 2    | Germania Ovest | Wolfgang Glock, Udo Hild         | 7'11"56 | Q    |
| 3    | Paesi Bassi    | Leendert van Dis, Harry Droog    | 7'13"74 | Q    |
| 4    | Messico        | Otto Plettner, Ricardo Scheffler | 7'15"20 |      |
| 5    | Brasile        | Harri Klein, Edgard Gijsen       | 7'17"08 |      |
| 6    | Cecoslovacchia | Jaroslav Hellebrand, Petr Krátký |         | Rit. |

### Finale B
| Pos. | Nazione        | Atleti                                  | Totale  | Nota |
| ---- | -------------- | --------------------------------------- | ------- | ---- |
| 7    | Brasile        | Harri Klein, Edgard Gijsen              | 7'04"13 |      |
| 8    | Romania        | Alexandru Aposteanu, Octavian Pavelescu | 7'08"27 |      |
| 9    | Francia        | Jean-Marc Porte, Gilbert Vallanchon     | 7'08"49 |      |
| 10   | Messico        | Otto Plettner, Ricardo Scheffler        | 7'09"90 |      |
| 11   | Svizzera       | Melchior Bürgin, Hans Ruckstuhl         | 7'12"72 |      |
| 12   | Cecoslovacchia | Jaroslav Hellebrand, Petr Krátký        | 7'25"14 |      |

### Finale A
| Pos.    | Nazione          | Atleti                            | Totale  | Nota |
| ------- | ---------------- | --------------------------------- | ------- | ---- |
| Oro     | Unione Sovietica | Anatoly Sass, Aleksandr Timošinin | 6'51"82 |      |
| Argento | Paesi Bassi      | Leendert van Dis, Harry Droog     | 6'52"80 |      |
| Bronzo  | Stati Uniti      | Bill Maher, John Nunn             | 6'54"21 |      |
| 4       | Bulgaria         | Atanas Zhelev, Yordan Valchev     | 6'58"48 |      |
| 5       | Germania Est     | Uli Schmied, Manfred Haake        | 7'04"92 |      |
| 6       | Germania Ovest   | Wolfgang Glock, Udo Hild          | 7'12"20 |      |